# أرجينتان
 أرجينتان ، (بالفرنسية: Argentan)، (نطق:aʁʒɑ̃tɑ̃)، هي بلدية فرنسية، ومقر لبلديتين، ولديها دائرة في دوائر إدارية فرنسية، في إقليم أورن شمال غرب فرنسا.

## توأمة
لأرجينتان اتفاقيات توأمة مع كل من:
- باجا (المجر)
- أبينغدون أون تيمز [الإنجليزية]‏
- روتنبورغ أن در فولدا
- سان ماركو أرجينتانو

## أعلام
- جيرار سان
- مارغريت من لورين
- ريمي دي جورمونت
- فرناند ليجيه
- ميشال أونفراي
- فرانك بيريير